# Kipurcant a bébicsősz, anyának egy szót se!
A Kipurcant a bébicsősz, anyának egy szót se! (eredeti cím: Don't Tell Mom the Babysitter's Dead) 1991-ben bemutatott amerikai filmvígjáték, melyet Neil Landau és Tara Ison forgatókönyvéből Stephen Herek rendezett. A főbb szerepekben Christina Applegate, Joanna Cassidy, Keith Coogan, John Getz és Josh Charles látható.
Az Amerikai Egyesült Államokban 1991. június 7-én került a mozikba a Warner Bros. forgalmazásában. Magyarországon 1991. november 15-én mutatták be.

## Cselekmény
A Crandell család korántsem átlagos: anya és az öt gyermeke kaotikus békében élnek, amíg anyu úgy dönt, nyaralni megy legújabb pasijával. Bébiszittert szerződtet a gyerekek mellé, ám a szegény idős néni nincs felkészülve arra ami rá vár. A végső kegyelemdöfést a 16 éves Kenny szobájába belépve kapja: a látványtól rosszul lesz és meghal. 
Holttestét a gyerekek az éj leple alatt hullaházba viszik, zsebében ott a kosztpénz. Anyu persze nem tudhat semmiről, hisz akkor az aranyéletnek vége lenne. A legidősebb gyerek, Sue Ellen dolgozni kényszerül, ami végül egész jól sül el és a szerelem is rátalál. 
A sok humoros fordulat után anyu hazaér és jogosan teszi fel a kérdést: hol van a bébiszitter.

## Szereplők
| Szereplő                   | Színész             | Magyar hang        |
| -------------------------- | ------------------- | ------------------ |
| Sue Ellen "Swell" Crandell | Christina Applegate | Györgyi Anna       |
| Rose Lindsey               | Joanna Cassidy      | Menszátor Magdolna |
| Gus Brandon                | John Getz           | Szacsvay László    |
| Bryan                      | Josh Charles        | Bor Zoltán         |
| Mrs. Crandell              | Concetta Tomei      | Tímár Éva          |
| Bruce                      | David Duchovny      | Csankó Zoltán      |
| Cathy                      | Kimmy Robertson     | Farkasinszky Edit  |
| Carolyn                    | Jayne Brook         | Tóth Auguszta      |
| Mrs. Sturak                | Eda Reiss Merin     |                    |
| Walter Crandell            | Robert Hy Gorman    | Szentesi Gergő     |
| Melissa Crandell           | Danielle Harris     | Vadász Bea         |
| Zach Crandell              | Christopher Pettiet | Benedikty Marcell  |
| „Gyík”                     | Chris Claridge      |                    |
| „Vakond”                   | Jeff Bollow         | Mikula Sándor      |
| „Pokolfajzat”              | Michael Kopelow     | Szokol Péter       |
| „Halálfej”                 | Alejandro Quezada   | Csonka András      |
| Jill                       | Wendy Brainard      |                    |
| Tess                       | Sarah Buxton        |                    |
| Becky                      | Kawena Charlot      |                    |
| Katrina                    | Laurie Morrison     |                    |
| Nicole                     | Deborah Tucker      | Tóth Ildikó        |
| Mr. Egg                    | Frank Dent          | Melis Gábor        |
| Dr. Permutter              | Bryan Clark         | Szokolay Ottó      |